# Evacanthus interruptus
Evacanthus interruptus  (лат.) — вид полужесткокрылых из семейства цикадок (Cicadellidae). Распространён вне тропической полосы в Европе, Азии и Северной Африке; интродуцирован в Северную Америку, где впервые был обнаружен в 1979 году в провинции Нью-Брансуик в Канаде.
Длина тела 5—7 мм. Цикадки жёлтые или красноватые, с чёткой чёрной полосой, которая идёт от наружного края клавуса и которая у светлоокрашенных особей может отсутствовать; редко, а именно у светлоокрашенных особей, чёрная полоса отсутствует. Крылья явственно короче брюшка.
Встречаются в утемнённых прохладных местах на крупнотростной травянистой растительности на полях, лугах и среди кустарников, а также в лесистой местности. Цикадки являются полифагами; кормятся на астровых (Asteraceae), мяте (Menthae) (в частности на мяте водной), крапиве (Urtica), хмеле (Humulus), кипрее (Epilobium) и других.